# Eclipse 500
Die Eclipse 500 ist ein Flugzeug des Herstellers Eclipse Aviation. Am 27. Juli 2006 erhielt es die vorläufige Zulassung durch die US-Bundesluftfahrtbehörde FAA.

## Konzeption
Das Konzept der Eclipse Aviation war, einen sehr leichten und schnellen, aber wirtschaftlichen Kleinjet für Privat- und vor allem Geschäftsflüge zu bauen. Damit sollte auch auf von bis dahin wegen zu geringer Startbahnlänge nicht in Frage kommenden Flugplätzen geflogen werden, womit eine sehr große Anwendungsmöglichkeit bzw. Verbreitung gegeben gewesen wäre.

## Zertifikation
Am 30. September 2006 erhielt die Eclipse 500 die volle Zertifizierung der FAA für den Einzelpilot-Betrieb, Sicht- (VFR) und Instrumentenflug (IFR), Tag- und Nachtflug und für einen reduzierten minimalen vertikalen Abstand zu anderen Flugzeugen.
Die gewerbliche Zulassung nach JAR-OPS1 wurde 2008 erteilt. Am 21. November erfolgte die europäische EASA-Zulassung – nur vier Tage später, am 25. November 2008, begab sich der Hersteller Eclipse Aviation unter Gläubigerschutz nach Kapitel 11 des US-Rechts. Das Verfahren wurde am 20. Januar 2009 eröffnet. Am 5. März 2009 begann jedoch die Auflösung der Eclipse Aviation. Eine Auktion der Betriebsmittel war für August 2009 angesetzt.
Folge der Insolvenz und Liquidation war, dass die EASA ihre Zulassung für die Eclipse 500 aufgrund nicht gezahlter Gebühren zum 12. Juni 2009 aussetzte. Damit waren in Europa keine kommerziellen Flüge mit dem Typ möglich. Nach Angaben der EASA waren im Juni 2009 keine Eclipse 500 in den europäischen Registern angemeldet. Zumindest der spanische Anbieter TaxiJet verfügt jedoch über ein in den USA zugelassenes Exemplar, mit dem er einen Lufttaxi-Dienst anbieten wollte.
Zum Zeitpunkt der Zertifikation lagen laut der Aussage von Eclipse Aviation bereits 2500 Bestellungen vor – bevor der Hersteller seinen Betrieb einstellen musste, wurden jedoch lediglich gut 270 Exemplare fertiggestellt, von denen Mitte 2009 noch 266 im Einsatz waren.
Mit der 2. Ausgabe der Musterzulassung (28. Oktober 2009) wurde die Aussetzung wieder zurückgenommen.
Im Jahr 2010 stieg Sikorsky Aircraft beim Nachfolgeunternehmen Eclipse Aerospace mit einer Minderheitsbeteiligung ein und gab auf der NBAA im Oktober 2011 in Las Vegas bekannt, die Eclipse 500 leicht modifiziert als Eclipse 550 ab 2013 wieder auszuliefern. Die Verbesserungen beziehen sich hauptsächlich auf den Einbau eines Glascockpits von Innovation Solutions and Support. Die erste Maschine (S/N 265) wurde im Oktober 2013 einem Kunden aus den USA übergeben. Der Preis der Eclipse 550 beträgt aktuell (2017) drei Millionen US-Dollar.

## Flugzeugklasse
Der Hersteller bezeichnete die Eclipse 500 als Very Light Jet und behauptete, damit eine eigene Flugzeugklasse geschaffen zu haben. Mit einem Verkaufspreis von etwa 1,67 Mio. Euro bzw. 2,15 Mio. US-Dollar und einem sehr geringen Startgewicht erhoffte sich der Hersteller, neue Märkte zu erschließen. Dazu gehören auch neue kostengünstige Transportdienstleistungen (Lufttaxi) und die Bedienung von kleinen Flugplätzen, auf denen die kommerzielle Jet-Luftfahrt aufgrund der kurzen Start bzw. Landebahnen bislang nicht möglich war. Das US-Verkehrsministerium erhofft sich von den VLJs eine Entlastung der großen Flughäfen.
Das Flugzeug verfügt über zwei Turbinen von Pratt & Whitney des Typs PW610F. Damit soll es eine maximale Reisegeschwindigkeit von 685 km/h (370 kt / 0,64 Mach) erreichen. Es ist 10,2 Meter lang und hat eine Flügelspannweite von 11,6 Metern. Es bietet in der Grundausstattung neben dem Piloten bis zu vier Passagieren Platz; wahlweise kann das Flugzeug jedoch auch mit einer Bordbar, einem WC oder einem sechsten Sitz ausgestattet werden. Es benötigt eine Startbahnlänge von 715 Metern und eine Landebahnlänge von etwa 686 Metern. Die Reichweite beträgt maximal 2408 km (bei vier Personen inkl. Pilot, zzgl. 45 Min. Reserve). Eine Dienstgipfelhöhe von knapp 12.500 Metern (41.000 Fuß) ermöglicht es, Unwettern weitgehend auszuweichen.
Nach Herstellerangaben war die Eclipse 500 im Jahr 2008 der leiseste zweistrahlige Jet der Welt mit dem geringsten Treibstoffverbrauch. Eine komplette Neuarchitektur der Avionik verursachte Auslieferungsverzögerungen. Die existierende Entwicklung durch Avidyne und das eigene Produkt AVIO wurden ausgetauscht. Gemeinsam mit Garmin, Honeywell und IS&S wird nunmehr das Nachfolgesystem AVIO NG in die Eclipse 500 eingebaut.

## Technische Daten
| Kenngröße            | Daten                                                        |
| -------------------- | ------------------------------------------------------------ |
| Besatzung            | 1–2                                                          |
| Passagiere           | 3–4 bzw. 4–5 (je nach Konfiguration)                         |
| Länge                | 10,2 m (33,5 ft)                                             |
| Spannweite           | 11,6 m (37,9 ft)                                             |
| Höhe                 | 3,4 m (11,0 ft)                                              |
| Reisegeschwindigkeit |                                                              |
| Langstrecke          | 528 km/h (285 kts)                                           |
| maximal              | 685 km/h (370 kts)                                           |
| Dienstgipfelhöhe     | 12.496 m (41.000 ft)                                         |
| Reichweite           | 2.408 km (1.300 nm) (zzgl. 45 Min. Reserve)                  |
| Triebwerke           | 2 × PW610F-Turbofans                                         |
| Basispreis           | 2,15 Mio. US-Dollar (ca. 1,67 Mio. Euro Stand Dezember 2008) |